# Heilsberg (Wiesent)
Heilsberg ist ein unbewohnter Ortsteil der Gemeinde Wiesent im Oberpfälzer Landkreis Regensburg in Ostbayern.

## Geografie und Verkehrsanbindung
Der Ort liegt nördlich des Kernortes Wiesent am Höllbach. Westlich verläuft die R 42. Die nächstgelegene Stadt ist Wörth an der Donau, etwa vier Kilometer östlich entfernt.

## Geschichte
Heilsberg dürfte die älteste Ortschaft der ehemaligen Gemeinde Dietersweg sein. Die Geschichte ist eng mit der gleichnamigen Burg verbunden.
→ Siehe auch: Hauptartikel Burgruine Heilsberg
In Heilsberg befand sich ein Eisenhammer, der 1387 in der Oberpfälzer Hammereinigung genannt wird („Chvnrad Türs mit dem hamer zu Hailsperch“). Dieser wurde vom Wasser des Höllbachs betrieben.
Als Ortsteil ist die Heilsberger Mühle, die bereits 1435 existierte, von Bedeutung. Der Müller von Heilsberg wird schon 1681 genannt, weitere Nachfahren kommen in Urkunden und Unterlagen bis 1828 lückenlos vor. 1889 wird der Besitz einem Dietersweger übergeben, er war der letzte Besitzer der Heilsbergermühle. Im Jahr 1911 wurde das Anwesen an den Fürsten von Thurn und Taxis verkauft, die Mühle anschließend abgebrochen und die Wasserkraft zum Betrieb eines Elektrizitätswerks genutzt.
Heilsberg war bis zum Jahresende 1971 ein Ortsteil der ehemaligen Gemeinde Dietersweg, die zum 1. Januar 1972 vollständig nach Wiesent eingegliedert wurde.
Auch wird der Name noch als ehemaliges Kloster in der Gemeinde Wiesent genannt.

## Sehenswürdigkeiten
In der Liste der Baudenkmäler in Wiesent ist für Heilsberg die Burgruine Heilsberg-Pangerlhof („Heilsberger Schloss“) als Baudenkmal aufgeführt. Sie stammt aus dem 12. Jahrhundert, aufgegeben wurde sie um 1500.
Erhalten ist:
- der Stumpf des Bergfrieds; dabei handelt es sich um Gussmauerwerk mit Buckelquaderverkleidung aus Granit
- der Rest eines Mauerzugs mit Rundbogen aus Granitbruchstein
- ein System von Wällen und Gräben